# Filjovskajalinjen
Filjovskajalinjen (ryska: Филёвская линия) är en 15 km lång tunnelbanelinje i Moskvas tunnelbana. Den öppnade 1958 men några av stationerna öppnade redan under 1930-talet, de tillhörde då Sokolnitjeskajalinjen. Denna del, som byggdes 1935-1937, har den första tunnelbanebron över Moskvafloden (Smolenskij tunnelbanebro). 2005 byggdes den tredje förgreningen i tunnelbanans historia.